# Південні Вапнякові Альпи
Південні Вапнякові Альпи (італ. Alpi Sud-orientali) — це хребти Східних Альп на південь від Центральних Східних Альп, які переважно розташовані у північній Італії та суміжних землях Австрії та Словенії. Від Центральних Альп, де розташовані вищі вершини, їх вирізняє геологічний склад. Південні Вапнякові Альпи простягаються від хребта Собрета-Ґавія в Ломбардії на заході до Похор'є в Словенії на сході.

## Класифікація Альпійського клубу
Альпійський клуб класифікує пасма Південних Вапнякових Альп таким чином (зі сходу на захід):

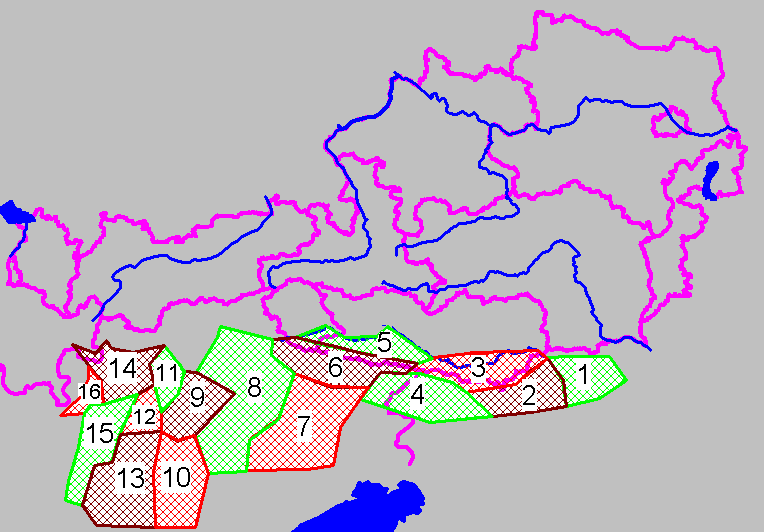
Групи Південних Вапнякових Альп
(малинові лінії показують державні кордони та кордони австрійських земель)

| - Похор'є (1) - Камнік-Савінські Альпи (2) - Караванке (3) - Юлійські Альпи (4) - Гайлтальські Альпи (5) - Карнійські Альпи (6) - Південні Карнійські Альпи (7) - Доломіти (8) | - Ф'ємські Доломіти (9) - Віцентинські Альпи (10) - Нонсберг (11) - Брентійські Доломіти (12) - Гарда (13) - Ортлерські Альпи (14) - Адамело-Пресанела (15) - Собрета-Ґавія (16) |